# Hitomi Obara
Pour les articles homonymes, voir Obara.
 (juillet 2025).
Si vous disposez d'ouvrages ou d'articles de référence ou si vous connaissez des sites web de qualité traitant du thème abordé ici, merci de compléter l'article en donnant les références utiles à sa vérifiabilité et en les liant à la section « Notes et références ».
Hitomi Obara (小原 日登美, Obara Hitomi) est une lutteuse libre japonaise née le 4 janvier 1981 à Hachinohe et morte le 18 juillet 2025. Elle remporte huit titres de championne du monde et un titre olympique à Londres en 2012.

## Palmarès

### Jeux olympiques
- Médaille d'or en catégorie des moins de 48 kg aux Jeux olympiques de 2012 à Londres

### Championnats du monde
- Médaille d'or en catégorie des moins de 51 kg aux Championnats du monde de lutte 2000 à Sofia
- Médaille d'or en catégorie des moins de 51 kg aux Championnats du monde de lutte 2001 à Sofia
- Médaille d'or en catégorie des moins de 51 kg aux Championnats du monde de lutte 2005 à Budapest
- Médaille d'or en catégorie des moins de 51 kg aux Championnats du monde de lutte 2006 à Canton
- Médaille d'or en catégorie des moins de 51 kg aux Championnats du monde de lutte 2007 à Bakou
- Médaille d'or en catégorie des moins de 51 kg aux Championnats du monde de lutte 2008 à Tokyo
- Médaille d'or en catégorie des moins de 48 kg aux Championnats du monde de lutte 2010 à Moscou
- Médaille d'or en catégorie des moins de 48 kg aux Championnats du monde de lutte 2011 à Istanbul

### Championnats d'Asie
- Médaille d'or en catégorie des moins de 51 kg aux Championnats d'Asie de lutte 2000 à Séoul
- Médaille d'or en catégorie des moins de 51 kg aux Championnats d'Asie de lutte 2005 à Wuhan

### Jeux asiatiques
- Médaille de bronze en catégorie des moins de 48 kg aux Jeux asiatiques 2010 à Canton